# 卡拉巴兹
卡拉巴兹，是印度北方邦一個表列種姓。

## 起源
卡拉巴兹的傳統職業是雜技演員，他們宣稱自己源自拉其普特人，被蒙兀兒帝國打敗後失去種姓變成雜技演員。他們是游動群體，但印度政府使開始他們定居化。

## 現况
卡拉巴兹是嚴格種姓內婚和實踐氏族外婚制，它們被進一步分成若干外婚小組，各氏族分别是:Bakiya,Dariyabadi,Dibichia,Ghughasia,Goojre,Gulal,Jharbheria,Kala,Kingiriya,Kulba,Marora,Panchiya,Paharia、Sati。
他們是無地羣體，他們仍保持雜技演員傳統，但亦有不少人轉為日薪工人。